# 藤井清 (物理学者)
藤井清（ふじい きよし、1922年3月5日 - 2012年1月15日）は、日本の物理学者。和光大学学長を務めた。

## 人物・来歴
東京生まれ。1942年東京高等師範学校理科第二部卒、1945年東京文理科大学理学部物理学科卒、1950年同研究生後期修了、東京教育大学附属高等学校教諭・教頭をへて、1968年和光大学経済学部助教授、72年教授。81-93年学長となる。92年名誉教授、97年理事長。

## 共編著
- 『中学三年の理科 新指導要領準拠 改訂版』安田猛男,桜井孝行共著. 培風館, 1962.4
- 『物理問題新研究 4訂35版 (受験問題選叢書) 編. 向上社, 1962.9
- 『総まとめ中学理科 新指導要領準拠 改訂版』安田猛男, 桜井孝行共著. 培風館, 1963.3
- 『物理征服の公式 受験・学習の最短コース』学燈社, 1964.7
- 『物理B 入試新研究 :問題の徹底的解法』編著. 向上社, 1965.7
- 『物理実験ハンドブック』中込八郎共編. 講談社, 1977.9
- 『物理現象を読む 身近な出来事を見直し、考えよう』中込八郎共著. 講談社(ブルーバックス) , 1978.3
- 『見てわかる力学 写真で楽しく学ぶ本』中込八郎共著. 講談社(ブルーバックス) , 1982.2